# San Catervo

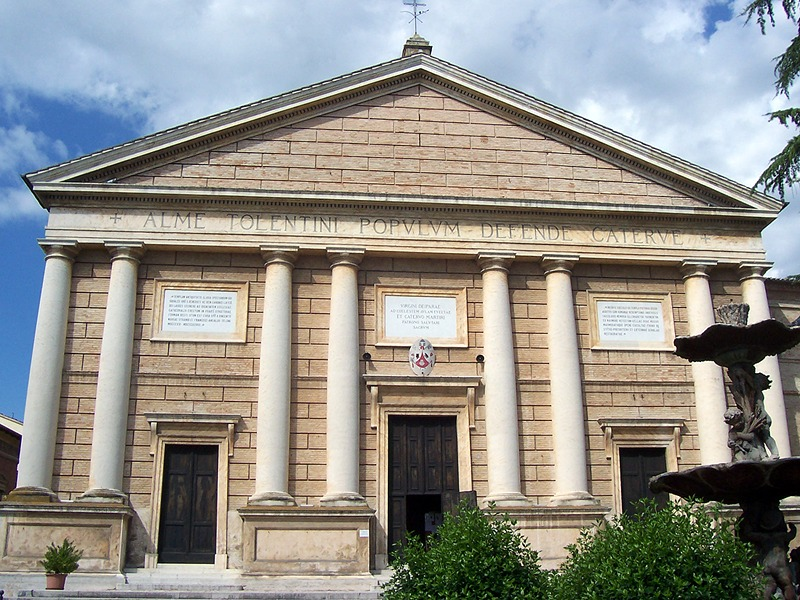
San Catervo

Die Basilika San Catervo ist eine römisch-katholische Kirche in Tolentino in der italienischen Region Marken. Die ehemalige Konkathedrale des Bistums Macerata-Tolentino-Recanati-Cingoli-Treia trägt den Titel einer Basilica minor und ist St. Catervius gewidmet. Die romanisch-gotisch errichtete Kirche aus dem 13. Jahrhundert war bis 1586 Kathedrale des dann im Bistum Macerata-Tolentino aufgegangenen Bistums Tolentino. Die im 19. Jahrhundert klassizistisch umgestaltete Kirche wurde 1940 zum italienischen Nationaldenkmal erklärt und 1961 von Papst Johannes XXIII. zur Basilica minor erhoben.

## Geschichte

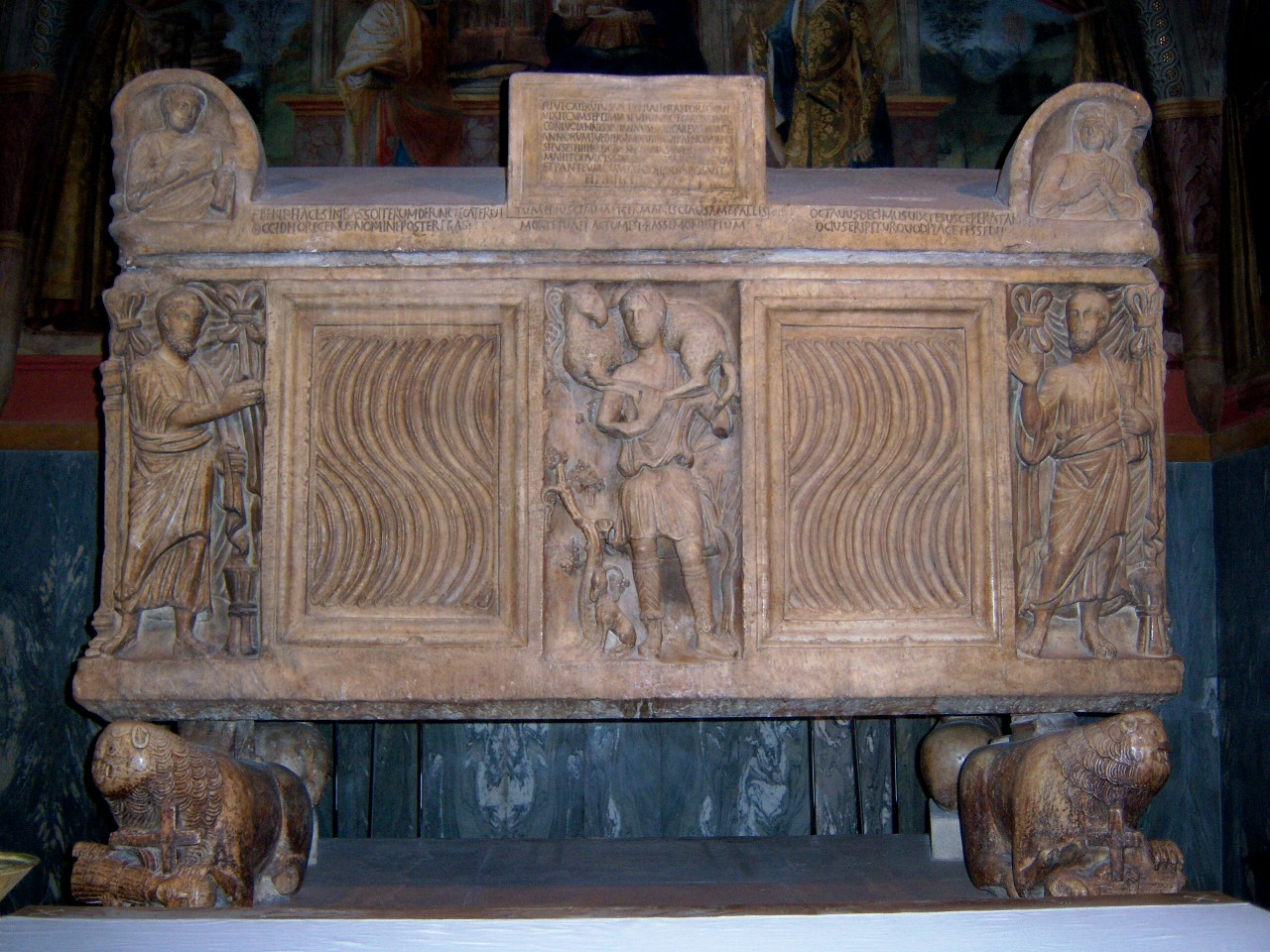
Sarkophag des Flavius Iulius Catervius und der Septimia Severina

Der heutigen Kirche gingen zwei weitere Sakralbauten voraus, die an der gleichen Stelle errichtet wurden. Die Kirche aus der späten Kaiserzeit war das erste Gebäude, das dem heiligen Catervius gewidmet wurde. Dieser römische Adlige hatte der Überlieferung nach im 4. Jahrhundert als erster das Christentum in die Region um Tolentino gebracht und erlitt dafür den Märtyrertod. Seine Frau Settimia Severina wollte dieses Denkmal zum Andenken an ihren verstorbenen Mann, das zur ersten christliche Kirche in Tolentino wurde. Als Settimia und der Sohn Basso starben, wurden auch sie im Panteum cum Tricoro beigesetzt. Die zweite Kirche wurde nach 1256 von den Benediktinermönchen gebaut, die das ältere bestehende Gebäude eingliederten. Die gotische Basilika aus dem 13. Jahrhundert wurde in der ersten Hälfte des 19. Jahrhunderts in klassizistischen Formen vollständig umgestaltet. Von der romanischen Kirche sind einige Teile in der Kapelle von San Catervo erhalten geblieben, während die neue Kirche im Vergleich zur vorherigen eine entgegengesetzte Ausrichtung erhielt, Apsis und Eingang wurden vertauscht. Das Erdbeben in Mittelitalien 2016 beschädigte sie schwer. Mit der Umbenennung der Diözese in Bistum Macerata verloren alle ihre Konkathedralen 2022 ihren Rang.

## Beschreibung
Das Innere der dreischiffigen Basilika hat den Grundriss eines lateinischen Kreuzes, die vom Grundriss der früheren prachtvollen Benediktinerkirche zeugen, und zwei Kapellen auf gegenüberliegenden Seiten des Querschiffs. Bei den jüngsten Restaurierungsarbeiten wurden die mittelalterlichen Pfeiler, die die Gewölbe stützten, identifiziert, um die herum die neuen Pfeiler der Rekonstruktion aus dem 19. Jahrhundert errichtet wurden. Neben der Apsis befinden sich zwei Türen, von denen eine in die Kapelle St. Catervo führt, ein weiteres Relikt der alten mittelalterlichen Kirche, die früher als Kapelle der Heiligen Dreifaltigkeit bekannt war, die andere in den Raum der Ausgrabungen der ursprünglichen Kirche. In der Kapelle wird der Sarkophag des Heiligen aufbewahrt, der aus der römischen Zeit stammt und zu den besten in Italien gehört. Die Wände und das Kreuzrippengewölbe der Kapelle sind mit Fresken von Marchisiano di Giorgio bemalt: die Anbetung der Könige, die Kreuzigung, eine thronende Madonna mit Kind und Sibyllen und im Gewölbe Evangelisten und Heilige. Im Bereich des Panteums (der Eingang rechts von der Apsis) sind unter einem Glasboden die Fundamente des Panteums zu sehen, Reste von Fresken aus dem 9. Jahrhundert und verschiedene Fragmente der Dekoration dieses Gebäudes. Weitere wertvolle Überreste der langen Geschichte der Basilika sind das romanische Portal an der Seite der Kirche und der 35 Meter hohe Glockenturm.